# إيفان تشفوروفيتش
إيفان تشفوروفيتش (بالسيريلية الصربية: Иван Чворовић) هو لاعب كرة قدم صربي في مركز حراسة المرمى، ولد في 21 سبتمبر 1985 في بلغراد في صربيا. شارك مع منتخب بلغاريا لكرة القدم. أما مع النوادي، فقد لعب مع لودوغورتس رازغراد وليفسكي صوفيا.

## وصلات خارجية
- إيفان تشفوروفيتش على موقع قاعدة بيانات كرة القدم.إي يو (الإنجليزية)
- إيفان تشفوروفيتش على موقع ناشيونال فوتبول تيمز (الإنجليزية)
- إيفان تشفوروفيتش على موقع Soccerway.com (الإنجليزية)
- إيفان تشفوروفيتش على موقع عالم كرة القدم.نت (الإنجليزية)
- إيفان تشفوروفيتش على موقع AS.com (الإسبانية)